# Synagoge (Marijampolė)

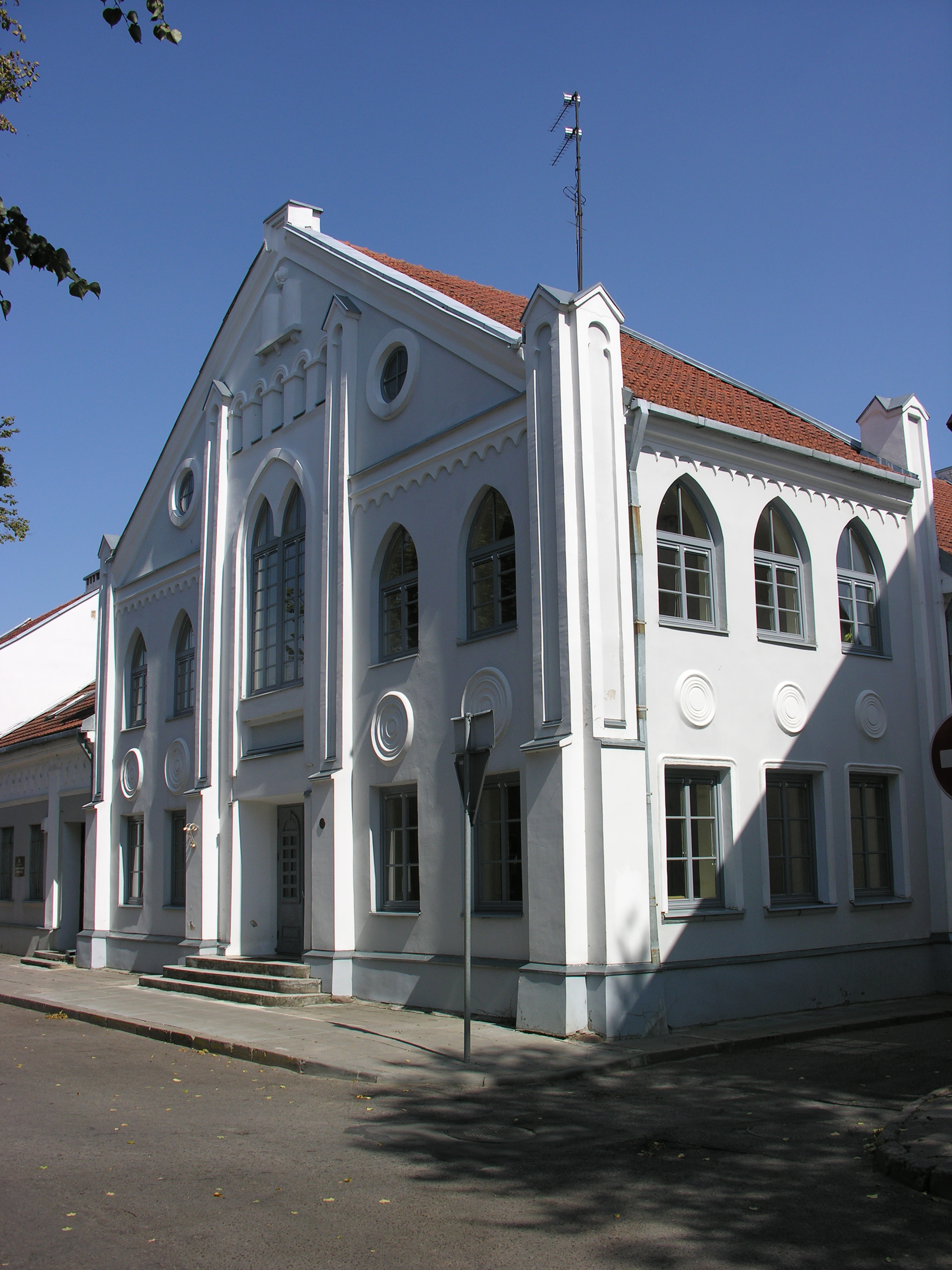
Synagoge in Marijampolė

Die Synagoge steht in Marijampolė, einer litauischen Stadt rund 50 Kilometer südwestlich von Kaunas und etwa 125 Kilometer westlich der Landeshauptstadt Vilnius, nahe der Grenze zu Polen. Neben dieser Synagoge, die auch als Hakhnasat Orhim bekannt ist, gab es um 1900 noch die Große Synagoge und ein Beit Midrash.
Sie wurde 1899 bis 1900 erbaut. Nach dem Zweiten Weltkrieg wurde sie von den sowjetischen Behörden als Warenhaus genutzt. Ab den 1980er Jahren wurde sie renoviert. Heute beherbergt sie Kunstausstellungen.